# Quinhamel
Quinhamel é uma cidade e sector da Guiné-Bissau, a capital e mais populosa povoação da região de Biombo.
Segundo o censo demográfico de 2009 o sector possuía uma população de 42 659 habitantes, sendo que 5 594 habitantes somente na zona urbana da cidade de Quinhamel, distribuídos numa área territorial de 451,0 km². Fica a cerca de 37 quilómetros de Bissau.

## Geografia

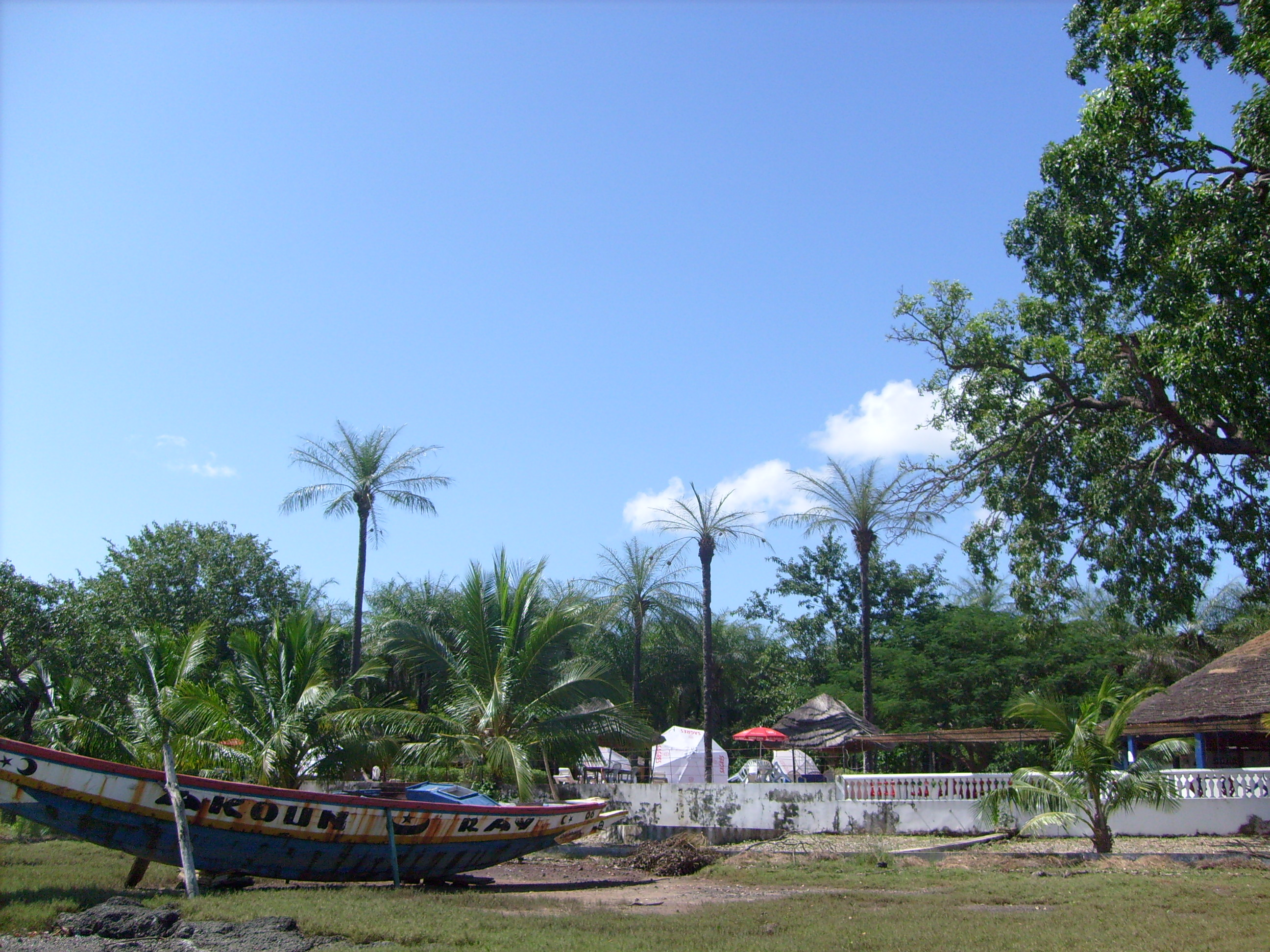
Área fluvial do Hotel Mar Azul, servindo como cais-marina para barcos particulares.

Geograficamente Quinhamel está limitada pelo rio Mansoa (norte) e pelo rio Petu (sul), estando localizada na ilha de Bissau. Há ainda um número grande de pequenos rios e canais distributários ou do rio Mansoa ou do Petu.
As suas paisagens são compostas por mangal, bolanhas e cajueiros.
O sector de Quinhamel é composto pelas secções Sede (correspondente à cidade de Quinhamel), Bissauzinho, Bijimita, Blom, Gorse, Ilondé (Intichude de Baixo Ilonde), Ondame, Patu, Ponta Biombo e Tór. A secção Sede, a cidade de Quinhamel, subdivide-se em 6 bairros.

## Economia
A economia local assenta na produção tradicional de panos pente, aguardente de cana, aguardente de caju ou aguardente de mel, além de pescados e mariscos.

## Infraestrutura
Quinhamel é ligada ao território nacional pela Estrada Local nº 2 (L2), que a liga à Safim, ao leste, e a Ponta Biombo, ao sudoeste.
Quinhamel também possui um pequeno porto fluvial especializado em embarque e desembarque de mariscos e pescados.
A cidade possui um campus-polo da Escola Normal Superior Tchico Té (ENSTT). A ENSTT oferta basicamente licenciaturas.